# Kuningaküla
Kuningaküla est un village de 25 habitants de la Commune de Illuka du Comté de Viru-Est en Estonie. 